# نوبه (موسیقی)

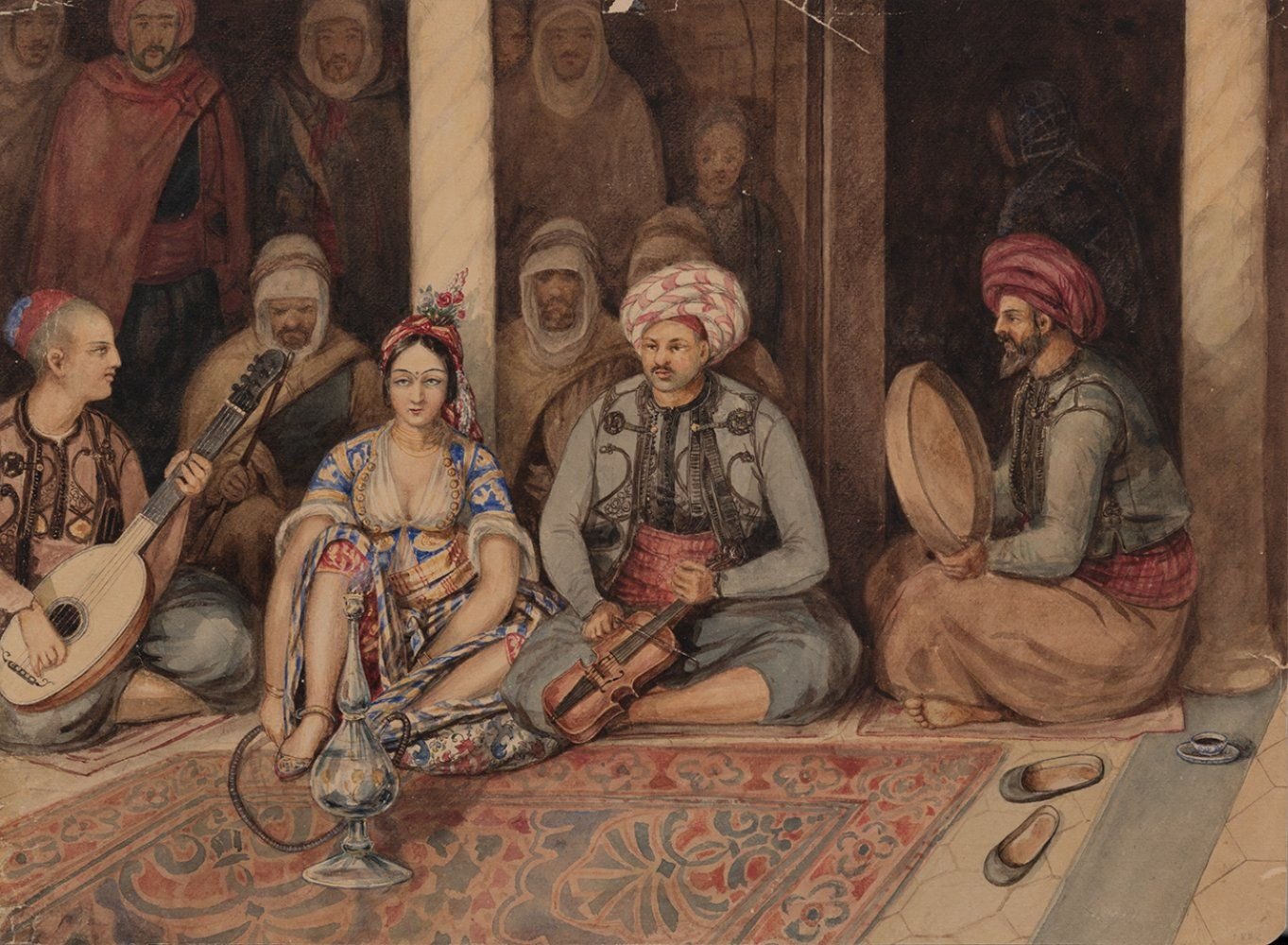
رقصنده با سه نوازنده عرب در الجزیره"، ۱۸۳۴.

نوبه یک گونه در موسیقی قدیم ایران و مناطق اسلامی خاورمیانه و شمال آفریقا بود. در موسیقی آندلس نیز این اصطلاح برای توصیف یک گونه از موسیقی به کار می‌رفته‌است.

## ریشهٔ نام
محمدرضا لطفی معتقد است که واژهٔ زبان عربی نوبه (یا نوبت) اشاره به زمان اجرای قطعه‌ها داشته‌است؛ به عقیدهٔ او این نوع قطعات موسیقی برای اجرا در زمان‌های خاص ساخته می‌شدند و می‌بایست در نوبت و زمان مربوط اجرا می‌شدند. اما حبیب حسن توما معتقد است که ریشهٔ این نام به زمانی بر می‌گردد که نوازندگان پشت یک پرده منتظر می‌نشستند تا شخصی که به نام ستار (یا پرده‌دار) شناخته می‌شد به آن‌ها اعلام کند که نوبت اجرای موسیقی توسط آن‌ها فرا رسیده‌است. همچنین از نوبه در کنار عمل به عنوان دو گونه از تصنیف‌های دورهٔ تیموریان یاد می‌شود و نمونه‌هایی از نوبه‌های ساخته شده توسط عبدالقادر مراغه‌ای در آثار موسیقی‌دانان پس از آو آمده‌است.

## خصوصیات
واژهٔ «نوبه» در متون موسیقی قدمت زیادی دارد، چنان‌که در کتاب الاغانی (نوشتهٔ ابوالفرج اصفهانی موسیقی‌دان قرن سوم و چهارم قمری، مصادف به حکومت خلفای عباسی) به این واژه اشاره شده‌است. در کابردهای قدیمی‌تر، این واژه برای اشاره به نوبت نوازندگان برای اجرای موسیقی به کار می‌رفته‌است؛ در این دوره موسیقی‌دانان به صورت مرتب (مثلاً در یک روز مشخص هفته) موسیقی اجرا می‌کردند، و در هر مجلس موسیقی نیز به نوبت به نوازندگانی می‌پرداختند. اما در متون مربوط به دورهٔ عباسیان این واژه به مشخصات خاصی از یک گونهٔ موسیقی (چنان‌که بعدتر متداول شد) اشاره نمی‌کرده‌است.
اولین اشاره به واژهٔ نوبه برای اشاره به یک الگوی مشخص موسیقی در قابوس‌نامه (نوشتهٔ ۴۷۵ قمری) یافت شده‌است. در این اثر، بین واژهٔ نوبه و مفهوم ترکیب اجرای قطعه‌های موسیقی (از قطعه‌های آهسته‌تر به قطعه‌های سریع‌تر) ارتباط برقرار شده‌است اما جزئیات دقیقی ارائه نشده‌است. بعدتر در آثار احمد بن محمد مقری (مورخ عرب که در قرن دهم و یازدهم قمری می‌زیست) نیز اشاره‌ای به ترتیب قطعه‌های موسیقی شده‌است و آمده‌است که ابتدا باید قطعهٔ آهستهٔ نشید نواخته بشود و پس از آن قطعهٔ آهستهٔ بسیط، و در انتها قطعه‌های سریعتر با نام محرکات و اَهزاج (جمع هَزَج، که نام نوعی ضرب‌آهنگ سریع و سبک نیز بوده‌است). (در الاغانی نیز به نام نشید و بسیط اشاره شده و این گونه‌های موسیقی به اسحاق موصلی نسبت داده شده‌است). این ترتیب مشخص قطعات موسیقی، چارچوب اصلی گونهٔ موسیقی نوبه است.
اجرای نوبه در زمان صفی‌الدین بسیار طرفدار داشته‌است. بنا به یک روایت، صفی‌الدین بیش از ۱۳۰ نوبه ساخته بود که برخی از این نوبه‌ها را بعداً کُتَیله (موسیقی‌دان معروف حوالی ۷۳۰ قمری) در ماردین و قاهره اجرا کرد.

## یادداشت
1. ↑  در متن منبع اسم به صورت Kutayla آمده‌است؛ نام کامل این خواننده کتیله بن قرانغان است.